# جيمس إتش فيلدز
جيمس إتش فيلدز (بالإنجليزية: James H. Fields)‏ هو عسكري أمريكي، ولد في 26 يونيو 1920 في Caddo, Stephens County, Texas ‏ في الولايات المتحدة، وتوفي في 17 يونيو 1970.